# Aeroportul Shimojishima
Aeroportul Shimojishima (IATA: SHI, ICAO: RORS) este un aeroport din Miyakojima, Prefectura Okinawa, Japonia. Aeroportul a fost tranzitat în 2023 de 432.625 de pasageri.
Situat la o altitudine de 8 m, aeroportul dispune de o singură pistă. Este operat de Prefectura Okinawa.